# Kikojevac
Kikojevac (en serbe cyrillique : Кикојевац) est un village de Serbie situé dans la municipalité de Knić, district de Šumadija. Au recensement de 2011, il comptait 165 habitants.

## Démographie
| 1948 | 1953 | 1961 | 1971 | 1981 | 1991 | 2002 | 2011 |
| ---- | ---- | ---- | ---- | ---- | ---- | ---- | ---- |
| 355  | 339  | 336  | 300  | 256  | 215  | 187  | 165  |

|  |